# فرانسيس دادزي
فرانسيس دادزي (بالإنجليزية: Francis Dadzie)‏ (5 يوليو 1995 بغانا - ) هو لاعب كرة قدم غاني في مركز الهجوم. لعب مع نورث إيست يونايتد وBechem United F.C. ‏.

## وصلات خارجية
- فرانسيس دادزي على موقع قاعدة بيانات كرة القدم.إي يو (الإنجليزية)
- فرانسيس دادزي على موقع Soccerway.com (الإنجليزية)